# Natasha Liu Bordizzo

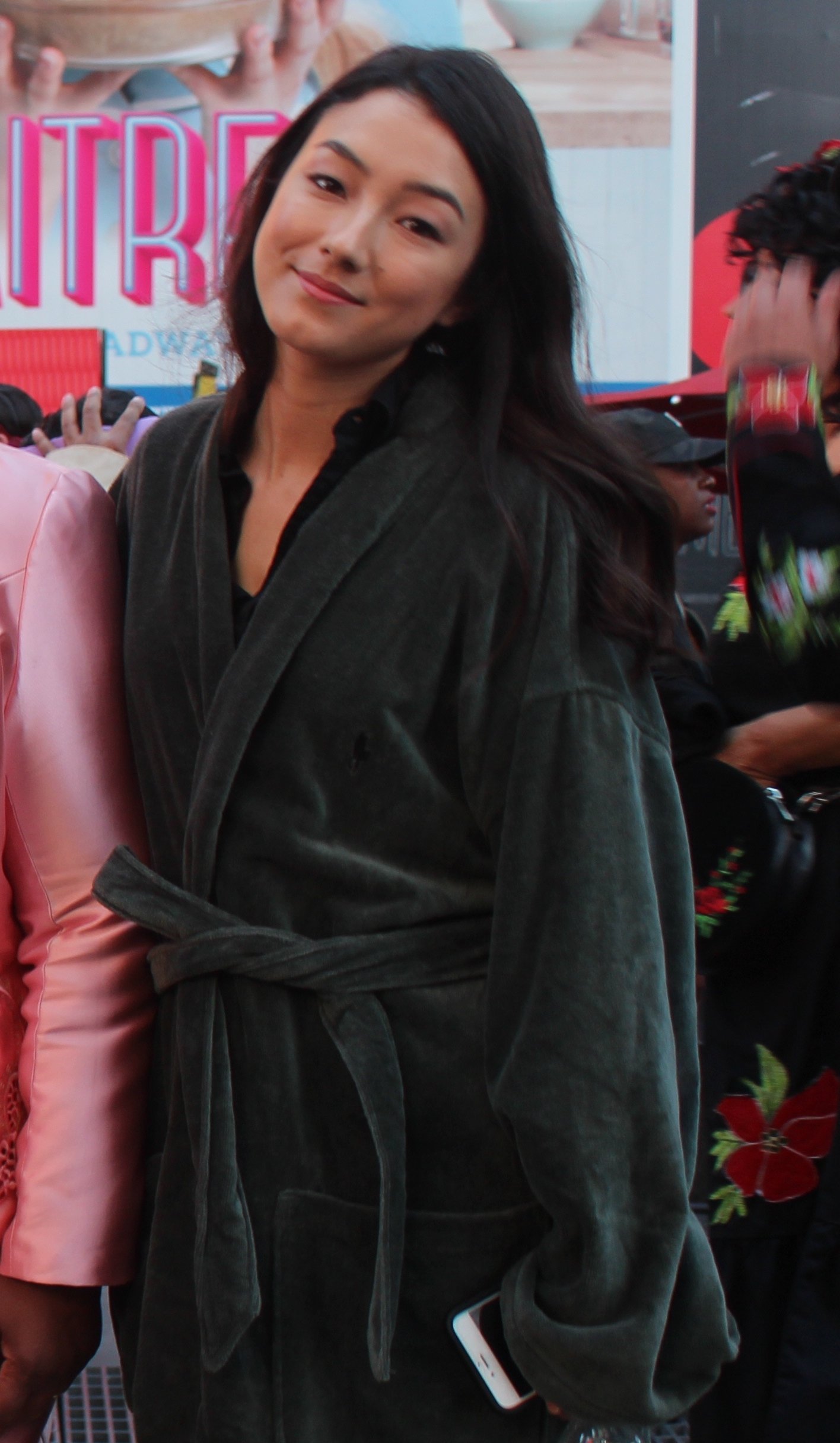
Natasha Liu Bordizzo (2017)

Natasha Liu Bordizzo (chinesisch 劉承羽, Pinyin Liú Chéngyǔ; * 25. August 1994 in Sydney) ist eine australische Schauspielerin und Model. Einem größeren Publikum wurde sie durch ihr Mitwirken in der Star-Wars-Serie Ahsoka (2023) sowie der Netflix-Serie The Society (2019) bekannt.

## Leben
Bordizzo ist die Tochter eines Italieners und einer Chinesin. Sie besuchte die Girls High School in ihrer Geburtsstadt Sydney, eine Mädchenschule, und begann anschließend mit einem Studium zum Bachelor of Communication und Bachelor of Law an der University of Technology, Sydney. Sie ist Trägerin des 1. Dan in Taekwondo. Diese Kenntnisse halfen ihr 2016 in ihrer Rolle in dem Spielfilm Crouching Tiger, Hidden Dragon: Sword of Destiny, in dem es um Kampfsport geht.
In den folgenden Jahren folgten Besetzungen in Spielfilmen wie Greatest Showman, Detective Chinatown II oder Hotel Mumbai, wo sie meistens asiatischstämmige Frauen verkörperte. 2018 war sie als erstes asiatisch-stämmige Model für den australischen Unterwäscheherstellter Bonds tätig. 2019 war sie in Guns Akimbo an der Seite von Daniel Radcliffe zu sehen. Im selben Jahr verkörpert sie in zehn Episoden der Fernsehserie The Society die Rolle der Helena Wu. Zusätzlich wirkte sie im Musikvideo für das Lied Walking von Joji & Jackson Wang, Swae Lee und Major Lazer mit. 2023 spielte sie in der Star-Wars-Serie Ahsoka von Disney die Rolle der Sabine Wren.

## Filmografie

### Schauspiel
- 2016: Crouching Tiger, Hidden Dragon: Sword of Destiny (卧虎藏龙: 青冥宝剑)
- 2017: Gong shou dao (Kurzfilm)
- 2017: Greatest Showman (The Greatest Showman)
- 2018: Detective Chinatown II
- 2018: Armour (Kurzfilm)
- 2018: Hotel Mumbai
- 2019: The Society (Fernsehserie, 10 Episoden)
- 2019: The Naked Wanderer
- 2019: Guns Akimbo
- 2020: Most Dangerous Game (Minifernsehserie, 4 Episoden)
- 2021: The Voyeurs
- 2022: Day Shift
- 2023: Ahsoka  (Fernsehserie)

### Synchronisation
- 2021: Der Wunschdrache (Wish Dragon, Animationsfilm)
- 2023: Heroes of the Golden Mask (Animationsfilm)